# Ямок (Ленинградская область)
Ямо́к — деревня в Любанском городском поселении Тосненского района Ленинградской области.

## История
В переписи 1710 года в Ильинском Тигодском погосте упоминается поместная пустошь Ям помещика Мордвинова.

ЯМОК — деревня Заволожского сельского общества, прихода села Коровий-Ручей.

Дворов крестьянских — 12. Строений — 50, в том числе жилых — 17. 

Число жителей по семейным спискам 1879 г.: 34 м. п., 39 ж. п.; по приходским сведениям 1879 г.: 35 м. п., 42 ж. п.; 

Школа, кузница, мелочная лавка. (1884 год)

В конце XIX — начале XX века деревня административно относилась к Любанской волости 1-го стана 1-го земского участка Новгородского уезда Новгородской губернии.

ЯМОК — деревня Заволожского сельского общества, дворов — 15, жилых домов — 21, число жителей: 51 м. п., 63 ж. п. 

Занятия жителей — земледелие, торговля углём. Часовня, мелочная лавка. (1907 год)

Согласно военно-топографической карте Петроградской и Новгородской губерний издания 1917 года деревня Ямок состояла из 10 крестьянских дворов.
С 1917 по 1927 год деревня Ямок входила в состав Любанской волости Новгородского уезда Новгородской губернии.
С 1927 года в составе Коркинского сельсовета Любанского района Ленинградской области.
С 1928 года в составе Хоченского сельсовета. В 1928 году население деревни Ямок составляло 108 человек.
С 1930 года в составе Тосненского района.
По данным 1933 года деревня Ямок входила в состав Хоченского сельсовета Тосненского района.

План деревни Ямок. 1937 год

Согласно топографической карте 1937 года деревня насчитывала 20 дворов.
С 1 сентября 1941 года по 31 декабря 1943 года деревня находилась в оккупации.
В 1965 году население деревни Ямок составляло 50 человек.
По данным 1966 и 1973 годов деревня Ямок также находилась в составе Хоченского сельсовета.
По данным 1990 года деревня Ямок находилась в составе Сельцовского сельсовета.
В 1997 году в деревне Ямок Сельцовской волости проживали 155 человек, в 2002 году — 122 человека (русские — 84 %).
В 2007 году в деревне Ямок Любанского ГП —  110 человек.

## География
Деревня расположена в восточной части района на автодороге 41А-004 (Павлово — Мга — Луга), к югу от центра поселения — города Любань, смежно с деревней Коркино.
Расстояние до административного центра поселения — 8 км.
Расстояние до ближайшей железнодорожной станции Любань — 8 км.
Деревня находится на правом берегу реки Тигода.

## Демография
| 2007 | 2010 | 2017 |
| ---- | ---- | ---- |
| 110  | ↘12  | →12  |